# Porsche 906
Porsche 906 är en sportvagn, tillverkad av den tyska biltillverkaren Porsche under 1966.

## Bakgrund
Porsche 904 hade varit mycket framgångsrik i sportvagnsracingens GT-klass, men i mitten av sextiotalet blev den omkörd av konkurrenterna från Ferrari och Alfa Romeo. 904:an var för tung och hade alltför låg toppfart. Porsches nybildade tävlingsavdelning, under ledning av Ferdinand Porsches dotterson Ferdinand Piëch, började arbeta på en efterföljare.

## Utveckling
För att hålla nere vikten fick Porsches nya sportvagn ett chassi av svetsade rör. Karossen hade måsvingegörrar och byggdes i glasfiber. Motorn täcktes av en stor plexiglasruta. Karossformen testades fram i vindtunnel för att prova ut aerodynamiken för högsta toppfart. Motorn var en utveckling av boxersexan från 911:an. För viktens skull byggdes den av lättmetaller som magnesium och titan. Hjulupphängningarna var de enda detaljer som följde med från företrädaren, tillsammans med de höga femtontumshjulen.
Under säsongen byttes de klassiska Weber-förgasarna ut mot bränsleinsprutning. De höga hjulen byttes ut, när modellen vidareutvecklades till Porsche 910.

## Tekniska data
| Tekniska data               | 906                                                                |
| --------------------------- | ------------------------------------------------------------------ |
| Motor:                      | Mittmonterad 6-cylindrig boxermotor                                |
| Kylning:                    | Luftkylning                                                        |
| Cylindervolym:              | 1991 cm³                                                           |
| Borrning x slaglängd:       | 80,0 x 66,0 mm                                                     |
| Max effekt vid varvtal:     | 220 hk vid 8 000 v/min                                             |
| Max vridmoment vid varvtal: | 206 Nm vid 6 400 v/min                                             |
| Kompression:                | 10,3 : 1                                                           |
| Ventilstyrning:             | En överliggande kamaxel per cylinderrad, 2 ventiler per cylinder   |
| Förgasare:                  | 2 Weber 46 IDA                                                     |
| Växellåda:                  | 5-växlad manuell                                                   |
| Hjulupphängning fram:       | Dubbla tvärlänkar, skruvfjädrar, krängningshämmare                 |
| Hjulupphängning bak:        | Snett bakåtriktade triangellänkar, skruvfjädrar, krängningshämmare |
| Chassi & kaross:            | Fackverksram med plastkaross                                       |
| Hjulbas:                    | 230 cm                                                             |
| Torrvikt:                   | 675 kg                                                             |
| Toppfart:                   | 280 km/h                                                           |

## Tävlingsresultat

### Sportvagns-VM 1966
I början av säsongen 1966 tävlade 906:an i prototypklassen för tvålitersvagnar i sportvagns-VM. Porsche tog fyra klassegrar och slutade som segrare i lilla prototypklassen.
Senare under säsongen hade fabriken byggt tillräckligt många bilar för att kunna tävla i GT-klassen. Tillsammans med poäng tagna av den äldre 904:an vann Porsche även klassen för tvåliters GT-vagnar.